# Озњето (Удине)
Озњето је насеље у Италији у округу Удине, региону Фурланија-Јулијска крајина.
Према процени из 2011. у насељу је живело 50 становника. Насеље се налази на надморској висини од 167 м.